# Сан Хуан де Аликанте
Сан Хуан де Аликанте (шп. San Juan de Alicante) град је у Шпанији у аутономној заједници Валенсијанска Заједница у покрајини Аликанте. Према процени из 2017. у граду је живело 22 897 становника.

## Становништво
Према процени, у граду је 2017. живело 22 897 становника.
| 2017.  |
| ------ |
| 22.897 |